# Hymedesmia mollis
Hymedesmia mollis är en svampdjursart som beskrevs av William Lundbeck 1910. Hymedesmia mollis ingår i släktet Hymedesmia och familjen Hymedesmiidae. Inga underarter finns listade i Catalogue of Life.